# Tubernuc
Tubernuc est un site archéologique tunisien d'origine romaine situé dans les environs du village d'Aïn Tébournouk, à quelque sept kilomètres au sud-ouest de la ville de Grombalia.

## Géographie
Le site est situé dans une région charnière entre les quatre régions du cap Bon avec Kairouan au sud-ouest, Zaghouan à l'ouest, Carthage au nord et le Sahel au sud. Le territoire de plaine se présente sous la forme d'un couloir naturel légèrement courbé de quinze kilomètres sur trois, avec le Djebel Mekki au nord, les Djebels Bouzekri, El Nahla, El Behelil, Bouchoucha, El Sra et El Mangoub au sud, le cours d'eau de Sabâa Ouediane à l'est et l'oued Zammit à l'ouest.

## Histoire et monuments
L'histoire de la ville n'est pas bien connue mais remonte très probablement à l'époque punique. Cette idée découle de la présence d'un ex-voto, dédié à Saturne et Cælestis, retrouvé dans un sanctuaire en plein air, à côté d'une source à débit constant à l'origine de l'implantation de la ville.
Les recherches archéologiques ont permis de dégager des thermes publics et un tissu urbain remontant au Ier siècle. Une inscription datée du règne de Macrin atteste que la ville a été élevée au titre de municipe. La cité comporte un petit forum entouré de portiques, un capitole légèrement surélevé avec trois cellæ et à portique de façade, des installations hydrauliques, un petit barrage à vanne et un aqueduc.